# イシナギ
イシナギ（石投）はスズキ目スズキ科イシナギ属に属する海水魚の総称。モロコとも呼ばれるが、ハタ科のクエもモロコと呼ばれることがあり、混同しやすい。
体長2mに達する。イシナギ属には日本海やカリフォルニアに生息するコクチイシナギ S. gigasと、日本各地に分布するオオクチイシナギS. doederleiniの二種がFishbaseなどでは認められているが、一般的にイシナギといえばオオクチイシナギを指すことが多い。

## 日本におけるイシナギ
日本ではオオクチイシナギが北海道から高知県など南日本、石川県の深さ400～500mの岩礁域に分布するが、とくに北海道に多い。産卵期には、150m程度の深さまで上がってくる。
大物釣りの対象魚として人気が高い。5～6月の産卵期には水深150m程度のところに上がってくるため、この時を狙う。
日本列島では古くから利用され、相模湾岸に立地する神奈川県小田原市の羽根尾遺跡では縄文時代前期の遺体が出土している。山梨県南巨摩郡富士川町の鰍沢河岸跡では江戸時代後期から明治期のマグロ・イルカなどの大型魚類・哺乳類をはじめとする多様な魚類・貝類が出土しており、主に駿河湾から産出された海産物が富士山麓の街道や富士川舟運を通じて移入されたと考えられている。鰍沢河岸からはアブラボウズとともにイシナギ属の遺体が出土しており、生息域の観点からオオクチイシナギであると考えられている。イシナギは伊豆や三浦半島において漁獲されており、専門漁法も存在していた。

## 食中毒
肉は美味であり、刺身・フライ・煮付けなどで食用される。
しかし、肝臓は食品衛生法により食用禁止措置がとられている。肝臓には大量のビタミンAが含まれており、摂食により急性のビタミンA過剰症（食中毒）をおこすおそれがあるためである。症状は、「激しい頭痛、嘔吐、発熱」等であり、食後30分～12時間程度で発症する。

## 分類

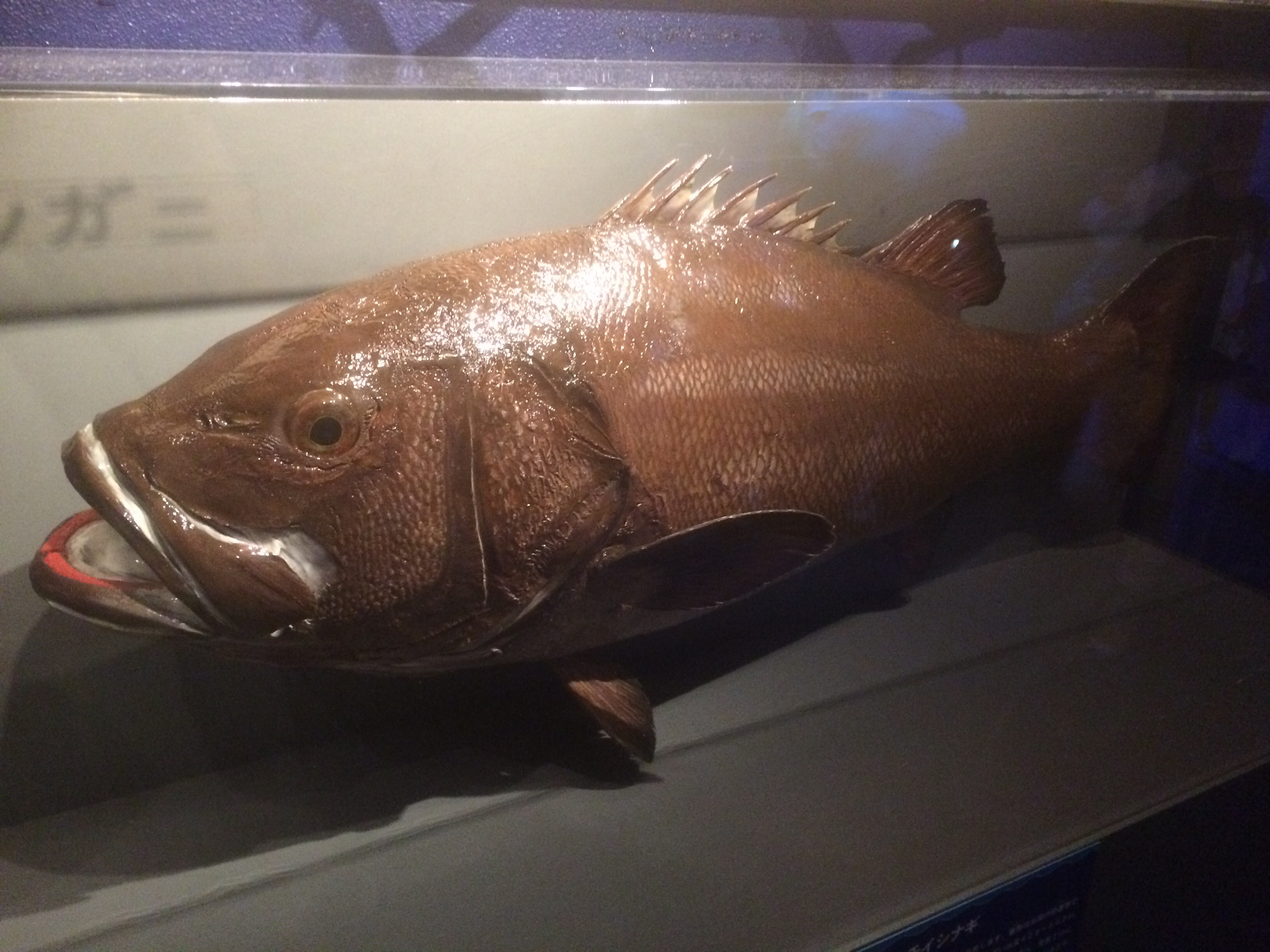
オオクチイシナギ
Stereolepis doederleini

- イシナギ属 Stereolepis
  - オオクチイシナギ[4] Stereolepis doederleini
  - コクチイシナギ Stereolepis gigas 英: Giant sea bass